# Palazzo Aničkov
Palazzo Aničkov (in russo Аничков дворец?, Aničkov dvorec) è un palazzo imperiale a San Pietroburgo che sorge all'intersezione della Prospettiva Nevskij con la Fontanka.
Il palazzo, situato in una zona della città già appartenuta ad Anton de Vieira, prende il nome dal vicino Ponte Aničkov che attraverso la Fontanka: progettato per l'imperatrice Elisabetta I di Russia in un appariscente stile barocco elisabettiano, divenne la residenza privata più imponente di quell'epoca. Secondo alcuni fu progettato dagli architetti Bartolomeo Rastrelli e Michail Zemcov, ma non ci sono fonti che lo suffragano con sicurezza. La facciata principale si rispecchia nel fiume e in origine era collegata da un canale. 

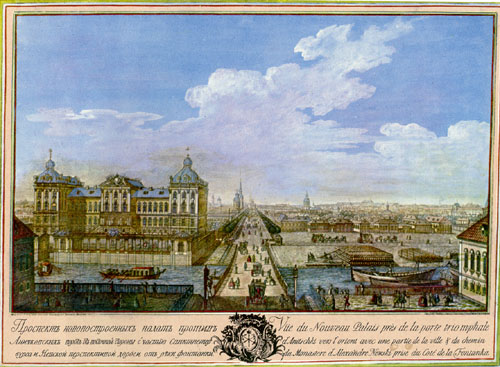
Il Palazzo e il ponte Aniükov nel 1753

## XVIII e XIX secolo
I lavori di costruzione durarono tredici anni e, una volta terminati nel 1754, il palazzo fu presentato all'imperatrice al suo favorito (e forse sposo) il conte Aleksej Grigor'evič Razumovskij, dopo la cui morte tornò di proprietà della Corona, e fu donato nel 1776 da Caterina la Grande al suo favorito il principe Grigorij Aleksandrovič Potëmkin. L'architetto Ivan Starov rinnovò il palazzo in stile neoclassico, allora di moda, tra il 1778 e l'anno seguente mentre nello stesso periodo veniva disegnato un parco da un architetto inglese dei giardino, William Hould. 
Dopo la morte di Potemkin il palazzo tornò alla Corona e venne impiegato come sede del Gabinetto di Sua Maestà Imperiale. Sotto Alessandro I, Giacomo Quarenghi ampliò l'edificio costruendo il Gabinetto Imperiale lungo la prospettiva Nevskij, utilizzando uno stile neoclassico rigoroso, tanto che persiste il dubbio che il completamento non sia di mano del Quarenghi. Tre anni dopo Alessandro I concesse l'uso dell'edificio alla sorella Elena Pavlovna Romanova, in seguito granduchessa di Meclemburgo-Schwerin: in molti architetti lavorarono al cantiere rinnovandone gli interni.

## XX secolo

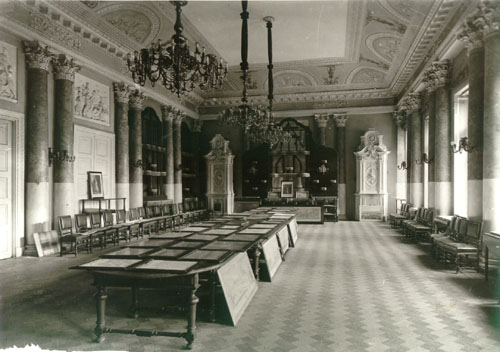
La Sala delle Colonne Gialle nel 1911

Alessandro III rinnovò il palazzo, facendone decorare la facciata con rimandi allo stile storicista del tempo: qui l'ultimo zar Nicola II  passò l'infanzia e fu il luogo di molte feste di famiglia, comprese le nozze della nipote Irina Aleksandrovna Romanova con il principe Feliks Feliksovič Jusupov nel 1914. La famiglia dell'ultimo zar preferiva gli appartamenti più intimi del palazzo Anichkov alla vastità della loro residenza principale, il Palazzo d'Inverno e l'Imperatrice vedova Maria Fëdorovna vi continuò ad abitare fino alla Rivoluzione di Febbraio, quando vi si installò il Ministero delle disposizioni. 
A seguito della Rivoluzione d'Ottobre, il palazzo Anichkov venne nazionalizzato e trasformato nel museo della città di San Pietroburgo. Nel 1934 venne trasformato nel Palazzo del Giovane Pioniere, alloggiando oltre cento doposcuola per più di 10.000 bambini. Oggi un piccolo museo è aperto al pubblico in orari prestabiliti, ma il resto della struttura non è normalmente accessibile.